# Мариц, Мани
Соломон Герхардус Мариц, известный также как Мани Мариц, африк. Manie Maritz (1876, Кимберли, Капская колония — 19 декабря 1940, Претория, ЮАС) — бурский генерал во время второй англо-бурской войны, позднее — предводитель бурского восстания на стороне Германии в 1914 году.

## Биография
Соломон Мариц был потомком Геррита Марица, одного из героев Великого Трека. В 19-летнем возрасте поступил на службу в полицию Йоханнесбурга.
В начале Второй англо-бурской войны (октябрь 1899 г.) возглавил Боксбургский партизанский отряд (Boksburgkommando), действовавший в Натале. Затем Мариц доблестно бился против британцев на Севере Капской провинции (Noordwes-Kaapland) — в своих родных краях. Вёл оборонительные бои в окрестностях города Спрингбок, где искусно использовал утёс в центре города, чтобы обустроить там форт для кругового обстрела местности. Генерал Ян Смэтс — командующий Капской группой армий — произвёл Марица в генералы, но не успел утвердить его производство до своей капитуляции перед британцами.
Британские исследователи часто упрекают Мани Марица в избыточной жестокости. Так, в январе 1902 г. Мариц расстрелял близ миссии Лелифонтейн 35 чернокожих, атаковавших его конвой. По мнению историков, осудивших Лелифонтейнскую бойню, эти люди были безоружны и не могли представлять никакой угрозы для хорошо экипированных буров.
После общей капитуляции 1902 года в Ференигинге, Мариц отказался присягнуть Британской короне — и эмигрировал на Мадагаскар. Оттуда он отбыл в Европу, затем перебрался в Германскую Юго-Западную Африку (современная Намибия). И наконец, после очередной амнистии, переселился в Оранжевое свободное государство. В 1912 г. Ян Смэтс принял Марица на службу в полицейский спецназ, известный как ZARP.
Затем (после присяги британскому королю) он служил в вооружённых силах ЮАС. В августе 1914 г. произведён в подполковники и возглавил оборону границы с ГЮЗА на участке Какамас (Kakamas) — Апингтон (Upington). Когда вскоре началась Первая мировая война, — Мариц стал одним из вождей восстания, вошедшего в историографию под его именем (Восстание Марица). Буры надеялись на поддержку германских вооружённых сил в борьбе против Британии.
17 октября 1914 года в городе Каймоэс С. Г. Мариц подписал союзное соглашение с Б. фон Застровым, представителем имперского губернатора Германской Юго-Западной Африки. После чего Мариц торжественно объявил о восстановлении независимости Трансвааля и Оранжевой республики. Утверждён генерал-майором германской службы.
Когда восстание Марица было подавлено, на долю неукротимого бура выпали новые скитания: Ангола — Португалия — Мозамбик. В 1923 г. Мариц вернулся в ЮАС. В 1929 г. поселился в Намаквалэнде (Namakwaland). Умер в Претории 19 декабря 1940 г. и похоронен на Западном кладбище.